# Міст Верразано (роман)
«Міст Верразано» — науково-фантастичний роман російського радянського письменника Олександра Мірера. У романі розповідається про винахід електромобіля, здатного замінити автомобілі з двигунами внутрішнього згоряння, і про проблему запуску подібного дива техніки в масове виробництво у світі, в якому править нафта.

## Сюжет
У США, у зовсім недалекому майбутньому, учений-інженер Берт Ейвон («Розумник») винаходить акумулятор з дуже великим ККД ("Я винайшов акумулятор. Вага прим. 120 фунтів. Дає пробіг авто орієнт. 100 тис. миль»"), ставить його на спеціально зібраний для цієї мети електромобіль " і запрошує главу американської корпорації «Дженерал Карз» Клемента Гілберта («Сі-Джі») взяти участь у запуску автомобіля в масове виробництво. Однак герої швидко усвідомлюють, який виклик автомобіль кидає світу, в якому всім править нафта, який це може викликати крах промисловості та економіки ("«Він уявив собі паніку на світових біржах, крах нафтових компаній, нафтоперегонних заводів, крах жахливої мережі бензозаправок...»"), але все-таки вирішують спробувати.
Поки автомобіль тестують і вивчають, люди, чий бізнес будується на нафті, дізнаються про винахід і намагаються перешкоджати його масового впровадження. Зокрема, підривають цех з експериментальним зразком, ведуть полювання за винахідником, який змушений ховатися в Голландії, шантажують Сі-Джі і домагаються припинення проекту.
Розумник не сидить склавши руки і винаходить «машинку-невредимку» — пристрій, здатний створювати захисне поле навколо об'єкта, і таким чином захищає себе і своїх друзів від замахів на життя та здоров'я. Завдяки своєму винаходу він переживає замах і змушений сам вбити одного з людей, які боролися з його проектом.
Хоча Розумник і його близькі залишаються живі і здорові, проект в найближчому майбутньому більше продовжувати ніхто не збирається. За ідеєю автора, поки в світі правлять гроші, отримані від реалізації нафти, люди не здатні відмовитися від такого способу життя навіть заради високих таких благородних ідей, як чисте довкілля і здоров'я своїх дітей.